# Giuseppe di Stefano
Giuseppe di Stefano (Motta Sant'Anastasia (Sicilië), 24 juli 1921 - Milaan, 3 maart 2008) was een Italiaans opera-tenor (lyrisch tenor), wiens carrière begon eind van de jaren veertig en liep tot in het begin van jaren zeventig.
Hij was mede bekend door zijn veelvuldig optreden met Maria Callas, met wie hij ook vele grammofoonplaten opnam en met wie hij een korte romance had.

## Biografie
Zijn debuut beleefde hij in 1946 in Reggio Emilia als Des Grieux in Jules Massenets opera Manon. Met dezelfde rol maakte hij een jaar later zijn debuut aan het Teatro alla Scala van Milaan. In 1948 maakte hij zijn debuut aan de Metropolitan Opera als de Hertog in Rigoletto van Giuseppe Verdi; hij zou daarna vele jaren geregeld in New York optreden. In 1957 maakte Di Stefano zijn Engelse debuut op het Edinburgh Festival in de rol van Nemorino in L'elisir d'amore van Gaetano Donizetti. In 1961 debuteerde hij in het Royal Opera House (Covent Garden) als Cavaradossi in de opera Tosca van Giacomo Puccini.
Tijdens zijn internationale carrière won hij een Gouden Orfeo, een Italiaanse muziekprijs, vergelijkbaar met de Amerikaanse Oscar.

## Incident bij Diani Beach en overlijden
In december 2004 raakte Di Stefano levensgevaarlijk gewond bij zijn tweede huis in Diani Beach in Kenia doordat hij door onbekend gebleven brute overvallers in elkaar werd geslagen. Hij was in zijn auto, samen met zijn vrouw, in een hinderlaag gelokt op het moment dat zij zich klaarmaakten om weg te rijden van hun villa in Diani, een kustresort in de buurt van Mombassa aan de Indische Oceaan. De zanger was een week bewusteloos, onderging verscheidene operaties en kreeg voeding via een infuus. Daarna werd hij overgevlogen naar de San Rafaëlkliniek in Milaan waar hij op 3 maart 2008 overleed.

## Opnamen met Maria Callas
Ondanks dat zijn carrière betrekkelijk kort was, zong Di Stefano in vele beroemde operaopnamen met Maria Callas de leidende tenorpartij, alle opgenomen bij EMI. Samen namen ze de volgende complete opera's op:
- Lucia di Lammermoor - 1953
- I puritani - 1953
- Cavalleria Rusticana - 1953
- Tosca - 1953
- Pagliacci - 1954
- Rigoletto - 1955
- Il trovatore - 1956
- La bohème - 1956
- Un Ballo in Maschera - 1956
- Manon Lescaut - 1957

Een aantal duetten met Giuseppe di Stefano en Maria Callas werd opgenomen op het Philipslabel in de periode november-december 1973 samen met het London Symphony Orchestra onder leiding van Antonio de Almeida. Dit was ten tijde van de afscheidstournee van Maria Callas, die ze samen met Di Stefano maakte. Deze opnamen zijn nooit officieel uitgegeven, maar er zijn wel illegale versies opgedoken.